# Justin Sane
Justin Sane, all'anagrafe Justin Cathal Geever (Pittsburgh, 21 febbraio 1973), è un cantante e chitarrista statunitense, noto come componente e fondatore del gruppo hardcore punk Anti-Flag.

## Discografia

### Con gli Anti Flag

#### Album in studio
- 1996 - Die for the Government (New Red Archives)
- 1998 - Their System Doesn't Work for You (A-F Records)
- 1999 - A New Kind of Army (Go-Kart Records/A-F Records)
- 2001 - Underground Network (Fat Wreck Chords)
- 2002 - Mobilize (A-F Records)
- 2002 - BYO Split Series, Vol. 4 (BYO Records)
- 2003 - The Terror State (Fat Wreck Chords)
- 2006 - For Blood and Empire (RCA Records)
- 2008 - The Bright Lights of America (RCA Records)
- 2009 - The People or the Gun (SideOneDummy Records)
- 2012 - The General Strike (SideOneDummy Records)
- 2015 - American Spring
- 2017 - American Fall
- 2020 - 20/20 vision

#### Album dal vivo
- 2000 - Live at the Fireside Bowl (Liberation Records)

#### Split
- 1998 - North America Sucks!! (Nefer Records)

### Solista

#### Album in studio
- 2002 - Life, Love, and the Pursuit of Justice

#### EP
- 2002 - These Are the Days
- 2011 - Gas Land Terror